# Кімура Арава
Кімура Арава (яп. 木村 現, нар. 8 липня 1931, Хіросіма — пом. 21 лютого 2007) — японський футболіст, що грав на позиції нападника.

## Клубна кар'єра
Грав за команду Kwangaku Club.

## Виступи за збірну
Дебютував 1954 року в офіційних матчах у складі національної збірної Японії. У формі головної команди країни зіграв 6 матчів.

## Статистика
Статистика виступів у національній збірній.
| Збірна Японії | Збірна Японії | Збірна Японії |
| Роки          | Ігри          | голи          |
| ------------- | ------------- | ------------- |
| 1954          | 2             | 0             |
| 1955          | 4             | 1             |
| Усього        | 6             | 1             |